# آلبینوس
آلبینوس (یونانی: Ἀλβῖνος؛ ۱ ژانویهٔ ۰۱۰۰ – ۱ ژانویهٔ ۰۲۰۰) یک فیلسوف فلسفه افلاطونیسم میانی بود که در سمورنا زندگی می‌کرد و معلم جالینوس بود.